# Rameno Štítu-Kentaura

Pozorované struktury spirálních ramen Mléčné dráhy

Rameno Štítu–Kentaura, také známé jako Rameno Štítu-Jižního kříže je dlouhé difúzní zakřivení tvořené hvězdami, plynem a prachem, které se spirálně zakřivuje směrem ven z konce centrální příčky Mléčné dráhy. Od 50. let se předpokládalo se, že Mléčná dráha má čtyři spirální ramena, i když důkazy pro toto nebyly nikdy silné. V roce 2008 pozorování pomocí Spitzerova kosmického dalekohledu neprokázalo očekávanou hustotu skupin rudých obrů ve směru ramen Střelce a Pravítka. V lednu 2014 byly publikovány výsledky studie distribuce a životnosti masivní hvězd a studie rozdělení maserů a otevřených hvězdokup. Obě našly důkazy pro čtyři spirální ramena.
Rameno Štítu-Kentaura leží mezi menším ramenem Lodního kýlu-Střelce a hlavním rameneme Persea. Rameno Štítu-Kentaura začíná u Galaktického jádra jako Rameno Štítu, pak se postupně mění v Rameno Kentaura.
V regionu, kde se Rameno Štítu–Kentaura připojuje k centrální příčce Galaxie se nachází oblasti bohaté na vznikající hvězdy. V roce 2006 byl objeven velký shluk hvězd, obsahující 14 červených veleobrů, pojmenován byl RSGC1. V roce 2007 byl objeven shluk přibližně 50 000 nově vytvořených hvězd pojmenovaný RSGC2 nacházející se jen několik set světelných let od RSGC1. Je starý méně než 20 milionů let a obsahuje 26 červených veleobrů, což je největší známé seskupení těchto hvězd. Další shluky v tomto regionu jsou RSGC3 a Alicante 8.